# IJshockey op de Olympische Winterspelen 1976
IJshockey is een van de sporten die beoefend werden tijdens de Olympische Winterspelen 1976 in Innsbruck.
Er waren 12 deelnemende landen, Canada was net zoals in 1972 de grote afwezige op dit toernooi. Daarnaast besloten ook Zweden, Oost-Duitsland en Noorwegen af te zien van deelname. Voor deze teams kwamen Roemenië, Japan en Bulgarije als vervangers.

## Heren

### Kwalificatieronde
In deze ronde kwamen de 12 deelnemende landen, wedstrijdparingen aan de hand het resultaat van het WK 1975, in 1 wedstrijd tegen elkaar uit, waarbij de winnaars van het onderlinge duel speelden in een toernooi om de plaatsen 1 t/m 6 (Groep A), de verliezers om de plaatsen 7 t/m 12 (Groep B).
| datum      |  | land                     | score  | land        |
| ---------- |  | ------------------------ | ------ | ----------- |
| 2 februari |  | Polen                    | 7 - 4  | Roemenië    |
| 2 februari |  | Tsjecho-Slowakije        | 14 - 1 | Bulgarije   |
| 2 februari |  | Bondsrepubliek Duitsland | 5 - 1  | Zwitserland |
| 3 februari |  | Finland                  | 11 - 2 | Japan       |
| 3 februari |  | Verenigde Staten         | 8 - 4  | Joegoslavië |
| 3 februari |  | Oostenrijk               | 3 - 16 | Sovjet-Unie |

### Plaatsingsronde 7e t/m 12e plaats (B-Groep)
| datum       |  | land        | score | land        |
| ----------- |  | ----------- | ----- | ----------- |
| 5 februari  |  | Joegoslavië | 6- 4  | Zwitserland |
| 5 februari  |  | Roemenië    | 3 - 1 | Japan       |
| 5 februari  |  | Oostenrijk  | 6 - 2 | Bulgarije   |
| 7 februari  |  | Roemenië    | 3 - 4 | Joegoslavië |
| 7 februari  |  | Zwitserland | 8 - 3 | Bulgarije   |
| 7 februari  |  | Oostenrijk  | 3 - 2 | Japan       |
| 9 februari  |  | Joegoslavië | 8 - 5 | Bulgarije   |
| 9 februari  |  | Zwitserland | 4 - 6 | Japan       |
| 9 februari  |  | Oostenrijk  | 3 - 4 | Roemenië    |
| 11 februari |  | Roemenië    | 9 - 4 | Bulgarije   |
| 11 februari |  | Joegoslavië | 3 - 4 | Japan       |
| 11 februari |  | Oostenrijk  | 3 - 5 | Zwitserland |
| 13 februari |  | Japan       | 7 - 5 | Bulgarije   |
| 13 februari |  | Roemenië    | 8 - 4 | Zwitserland |
| 13 februari |  | Oostenrijk  | 3 - 1 | Joegoslavië |

|    | land        | Gs | W | G | V | F  | A  | Ptn |
| -- | ----------- | -- | - | - | - | -- | -- | --- |
| 7  | Roemenië    | 5  | 4 | 0 | 1 | 27 | 16 | 8   |
| 8  | Oostenrijk  | 5  | 3 | 0 | 2 | 18 | 14 | 6   |
| 9  | Japan       | 5  | 3 | 0 | 2 | 20 | 18 | 6   |
| 10 | Joegoslavië | 5  | 3 | 0 | 2 | 22 | 19 | 6   |
| 11 | Zwitserland | 5  | 2 | 0 | 3 | 25 | 26 | 4   |
| 12 | Bulgarije   | 5  | 0 | 0 | 5 | 19 | 38 | 0   |

### Finaleronde 1e t/m 6e plaats (A-Groep)
| datum       |  | land              | score  | land                     |
| ----------- |  | ----------------- | ------ | ------------------------ |
| 6 februari  |  | Polen             | 4 - 7  | Bondsrepubliek Duitsland |
| 6 februari  |  | Sovjet-Unie       | 6 - 2  | Verenigde Staten         |
| 6 februari  |  | Tsjecho-Slowakije | 2 - 1  | Finland                  |
| 8 februari  |  | Sovjet-Unie       | 16 - 1 | Polen                    |
| 8 februari  |  | Finland           | 5 - 3  | Bondsrepubliek Duitsland |
| 8 februari  |  | Tsjecho-Slowakije | 5 - 0  | Verenigde Staten         |
| 10 februari |  | Finland           | 4 - 5  | Verenigde Staten         |
| 10 februari |  | Tsjecho-Slowakije | 7 - 1  | Polen *                  |
| 10 februari |  | Sovjet-Unie       | 7 - 3  | Bondsrepubliek Duitsland |
| 12 februari |  | Verenigde Staten  | 7 - 2  | Polen                    |
| 12 februari |  | Tsjecho-Slowakije | 7 - 4  | Bondsrepubliek Duitsland |
| 12 februari |  | Sovjet-Unie       | 7 - 2  | Finland                  |
| 14 februari |  | Verenigde Staten  | 1 - 4  | Bondsrepubliek Duitsland |
| 14 februari |  | Finland           | 7 - 1  | Polen                    |
| 14 februari |  | Sovjet-Unie       | 4 - 3  | Tsjecho-Slowakije        |

* vanwege doping bij een Tsjechoslowaakse speler werd de uitslag van deze wedstrijd omgezet in een 1-0-overwinning voor Polen, echter zonder dat Polen de 2 wedstrijdpunten toegekend kreeg.
|   | land                     | Gs | W | G | V | F  | A  | Ptn |
| - | ------------------------ | -- | - | - | - | -- | -- | --- |
| 1 | Sovjet-Unie              | 5  | 5 | 0 | 0 | 40 | 11 | 10  |
| 2 | Tsjecho-Slowakije        | 5  | 3 | 0 | 2 | 17 | 10 | 6   |
| 3 | Bondsrepubliek Duitsland | 5  | 2 | 0 | 3 | 21 | 24 | 4   |
| 4 | Finland                  | 5  | 2 | 0 | 3 | 19 | 18 | 4   |
| 5 | Verenigde Staten         | 5  | 2 | 0 | 3 | 15 | 21 | 4   |
| 6 | Polen                    | 5  | 1 | 0 | 4 | 9  | 37 | 0   |

### Eindrangschikking
| Goud | Zilver | Brons | 4 |
| Sovjet-Unie Vladislav Tretjak Aleksandr Sidelnikov Aleksandr Goesev Vladimir Loetsjenko Sergej Babinov Joeri Ljapkin Valeri Vasiljev Gennadi Tsygankov Sergej Kapoestin Viktor Sjalimov Aleksandr Maltsev Boris Aleksandrov Boris Michajlov Aleksandr Jakoesjev Vladimir Petrov Valeri Charlamov Vladimir Sjadrin Viktor Zjloektov | Tsjecho-Slowakije Jiří Holeček Jiří Crha Oldřich Machač Milan Chalupa František Pospíšil Miroslav Dvořák Milan Kajkl Jiří Bubla Milan Nový Vladimír Martinec Jiří Novák Bohuslav Šťastný Jiří Holík Ivan Hlinka Eduard Novák Jaroslav Pouzar Bohuslav Ebermann Josef Augusta Pavol Svitana          | Bondsrepubliek Duitsland Erich Weißhaupt Anton Kehle Rudolf Thanner Josef Völk Udo Kießling Stefan Metz Klaus Auhuber Ignaz Berndaner Rainer Philipp Lorenz Funk Wolfgang Boos Ernst Köpf Ferenc Vozar Walter Köberle Erich Kühnhackl Alois Schloder Martin Hinterstocker Franz Reindl | Finland Matti Hagman Reijo Laksola Antti Leppänen Henry Leppä Seppo Lindström Pekka Marjamäki Matti Murto Timo Nummelin Esa Peltonen Timo Saari Jorma Vehmanen Urpo Ylönen Hannu Haapalainen Seppo Ahokainen Tapio Koskinen Pertti Koivulahti Hannu Kapanen Matti Rautiainen                    |
| 5 | 6 | 7 | 8 |
| Verenigde Staten Steve Alley Daniel Bolduc Blane Comstock Bob Dobek Robert Harris Jeffrey Hymanson Paul Jensen Steven Jensen Richard Lamby Robert Lundeen Robert Miller Douglas Ross Gary Ross Buzz Schneider Stephen Sertich John Taft Theodore Thorndike James Warden                                                            | Polen Stefan Chowaniec Andrzej Tkacz Andrzej Iskrzycki Marek Marcińczak Kordian Jajszczok Tadeusz Obłój Jerzy Potz Andrzej Słowakiewicz Andrzej Zabawa Walenty Ziętara Karol Żurek Walery Kosyl Robert Góralczyk Wiesław Jobczyk Leszek Kokoszka Henryk Pytel Mieczysław Jaskierski Marian Kajzerek | Roemenië Valerian Netedu Vasile Morar Elöd Antal Şandor Gal George Justinian Ion Ioniţă Dezideriu Varga Doru Moroşan Doru Tureanu Dumitru Axinte Eduard Pană Vasile Huţanu Ioan Gheorghiu Tiberiu Mikloş Alexandru Hălăucă Marian Pisaru Nicolae Vişan Marian Costea                   | Oostenrijk Daniel Gritsch Franz Schilcher Walter Schneider Gerhard Hausner Johann Schuller Michael Herzog Günter Oberhuber Othmar Russ Max Moser Rudolf König Josef Puschnig Franz Voves Josef Schwitzer Peter Zini Josef Kriechbaum Alexander Sadjina Herbert Pöck Herbert Mörtl               |
| 9 | 10 | 11 | 12 |
| Japan Toshimitsu Otsubo Minoru Misawa Hiroshi Hori Iwao Nakayama Hitoshi Nakamura Kiyoshi Esashika Takeshi Akiba Koji Wakasa Hideo Urabe Yoshiaki Kyoya Minoru Ito Takeshi Azuma Sadaki Honma Hideo Sakurai Tsutomu Hanzawa Osamu Wakabayashi Yasushio Tanaka Yoshio Hoshino                                                       | Joegoslavië Marjan Žbontar Janez Albreht Miroslav Lap Drago Savić Božidar Beravs Bojan Kumar Ivan Ščap Bogdan Jakopič Miroslav Gojanović Eduard Hafner Tomaž Lepša Roman Smolej Ignac Kavec Franci Žbontar Silvo Poljanšek Janez Petač Janez Puterle Gorazd Hiti                                    | Zwitserland Alfio Molina André Jorns Charles Henzen Andreas Meyer Jakob Kölliker Üli Hofmann Ernst Lüthi Aldo Zenhäusern Nando Mathieu Bernhard Neininger Anton Neininger Renzo Holzer Walter Dürst Guy Dubois Georg Mattli Jürg Berger Rolf Schiemer Daniel Widmer                    | Bulgarije Petar Radev Atanas Ilijev Ivan Markovski Nikolaj Petrov Dimo Krastinov Dimitri Lazarov Ivan Penelov Georgi Ilijev Ivajlo Kalev Ljoebomir Ljoebomirov Ilija Batsjvarov Bozjidar Mintsjev Miltsjo Nenov Ivan Atanasov Kiril Gerasimov Marin Batsjvarov Malin Atanasov Nikolaj Michajlov |

Antwerpen 1920 · 
Chamonix 1924 · 
St. Moritz 1928 · 
Lake Placid 1932 · 
Garmisch-Partenkirchen 1936 · 
St. Moritz 1948 · 
Oslo 1952 · 
Cortina d'Ampezzo 1956 · 
Squaw Valley 1960 · 
Innsbruck 1964 · 
Grenoble 1968 · 
Sapporo 1972 · 
Innsbruck 1976 · 
Lake Placid 1980 · 
Sarajevo 1984 · 
Calgary 1988 · 
Albertville 1992 · 
Lillehammer 1994 · 
Nagano 1998 · 
Salt Lake City 2002 · 
Turijn 2006 · 
Vancouver 2010 · 
Sotsji 2014 · 
Pyeongchang 2018 · 
Peking 2022

Lijst van olympische medaillewinnaars
Alpineskiën · Biatlon · Bobsleeën · Kunstrijden · Langlaufen · Noordse combinatie · Rodelen · Schaatsen · Schansspringen · IJshockey